# بيت العريجي (أرحب)

تعديل مصدري - تعديل

بيت العريجي هي إحدى قرى عزلة عيال عبد الله بمديرية أرحب التابعة لمحافظة صنعاء، بلغ تعداد سكانها 31 نسمة حسب تعداد اليمن لعام 2004.